# Carl Wilhelm Anton Braun
Carl Wilhelm Anton Braun (* 1808 in Augsburg; † 14. Februar 1894 ebenda) war ein deutscher Jurist und Kommunalpolitiker.

## Werdegang
Braun kam als Sohn eines königlich-bayerischen Zollbeamten zur Welt. Er studierte Rechtswissenschaften, vermutlich an der Universität München. 1853 wurde der Landrichter Braun vom Landgericht Füssen zum Landgericht Günzburg versetzt. Ab 1862 war er der erste amtierende Bezirksamtmann in Günzburg. 1870 wurde er zum Bezirksamt Augsburg versetzt. 1856 bekam er das Ritterkreuz I. Klasse des Michaelsordens verliehen.